# Hodoșa (okręg Harghita)
Hodoșa (węg. Gyergyóhodos) – wieś w Rumunii, w okręgu Harghita, w gminie Sărmaș. W 2011 roku liczyła 1408 mieszkańców.